# یواس‌اس اسیپی (۱۸۶۱)
یواس‌اس اسیپی (۱۸۶۱) (به انگلیسی: USS Ossipee (1861)) یک کشتی بود که طول آن ۲۰۷ فوت (۶۳ متر) بود. این کشتی در سال ۱۸۶۱ ساخته شد.